# Алтынбеков, Крым Касенханович
Крым Касенханович Алтынбеков (каз. Қырым Алтынбеков, 20 апреля 1952, аул № 3, Карагандинская область, Казахская ССР) — казахстанский художник-реставратор, основатель и руководитель Научно-реставрационной лаборатории «Остров Крым», академик,  заслуженный деятель Казахстана, член Союза художников РК, кавалер Ордена «Құрмет» Республики Казахстан, кавалер Ордена заслуг Венгерского Рыцарского креста, кавалер Ордена Салавата Юлаева (Республики Башкортостан) и медали Абай (2020, Казахстан),  автор 150 публикаций, в том числе трёх монографий по реставрации и реконструкции древних артефактов. Участник археологических экспедиций, исследователь. Разработал авторский метод изъятия археологических артефактов блоками, который позволяет наиболее безопасно транспортировать предметы, сохранить максимум информации и наиболее полно и комплексно изучить находку в лабораторных условиях. Им разработано и запатентовано несколько методов консервации и реставрации. В его лаборатории отреставрировано и возвращено к жизни несколько тысяч археологических находок Казахстана. Автор множества реконструкций облачения и атрибутов древних кочевников, таких как «Золотой человек», Берельские кони, Сарматский вождь, Сарматская жрица («Алтын Ханшайым») , Уржарская жрица, Кимакский конь и многие другие. Представлял результаты исследований и работ на десятках конференций в Казахстане, России, Австрии, Бельгии, Венгрии, Корее, Китае, США, Турции и других странах. Персональные выставки его работ проходят во многих городах мира.

## Биография
Родился 20 апреля 1952 году в ауле №3 Карагандинской области в многодетной семье школьных учителей. Его отец Касенхан Алтынбеков был ветераном Великой Отечественной войны, а в мирное время — директором школы. С детства Крым интересовался искусством и историей. После окончания школы и службы в Советской Армии К. Алтынбеков успел попробовать несколько профессий.
С 1974 года работал в Санкт-Петербургских реставрационных мастерских Эрмитажа, а затем стажировался в Московском Всесоюзном Научно Исследовательском Институте Реставрации (ВНИИР). Считает своим наставником Гринкруга Михаила Соломоновича, взрастившего целую плеяду Союзных реставраторов.
Много лет К. Алтынбеков отдал работе в «Казмузейреставрация». После перестройки и распада госучреждений создал свою Научно-реставрационную лабораторию «Остров Крым» в Алма-Ате. Параллельно основной работе в 2000 году стажировался во Франции, в реставрационных мастерских Лувра и Гренобля.
Со временем, его жена Саида и дочери пошли по его стопам и стали работать вместе с ним, как реставраторы и дизайнеры.

## Научно-реставрационная лаборатория «Остров Крым»
Более 37 лет реставрационного опыта позволили преобразовать небольшую реставрационную мастерскую в известный научно-реставрационный центр. С 2001 года Крым Алтынбеков является основателем и руководителем Научно-реставрационной лаборатории «Остров Крым», занимающейся реставрацией, консервацией и полной реконструкцией археологических находок и других памятников культуры. В лаборатории реставрируются находки их металла, камня, текстиля, кожи, меха, кости и других материалов. Под его руководством работают редкие специалисты, имеющие уникальный опыт в области реставрации.
В начале 2000-х годов, после серий экспериментов и изучения мирового опыта, Крым Алтынбеков изобретает метод консервации деградированной археологической древесины (впоследствии метод дорабатывался). Благодаря этому изобретению ему удается сохранить обширный археологический материал, обнаруженный в курганах Берельского могильника, а позднее, на основе отреставрированных находок, разработать и создать реконструкцию конского парадного убранства, относящегося к V—III векам до н. э. Теперь эти реконструкции боле известны как «Конь берельского вождя», и находятся в музеях Казахстана.
Отреставрированные, сохраненные и воспроизведенные работы в Научно-реставрационной лаборатории Крыма Алтынбекова являются своеобразным осмыслением огромного пласта Скифского искусства и культуры.
По убеждению реставратора сохранение и восстановление древних ценностей необходимо для подтверждения устных и письменных исторических свидетельств, и для лучшего понимания культуры предков.
После серии поездок в Монголию, реставратор начал создание точных копий каменных стел с древнетюркскими письменами. С 2008 года его лаборатория занимается консервацией наскальных рисунков. Так, впервые сотрудниками лаборатории отреставрирован памятник наскального искусства Тамгалытас вдоль реки Или. Из-за недоступности наскальных рисунков, к работе были привлечены профессиональные альпинисты для надежной страховки реставраторов.

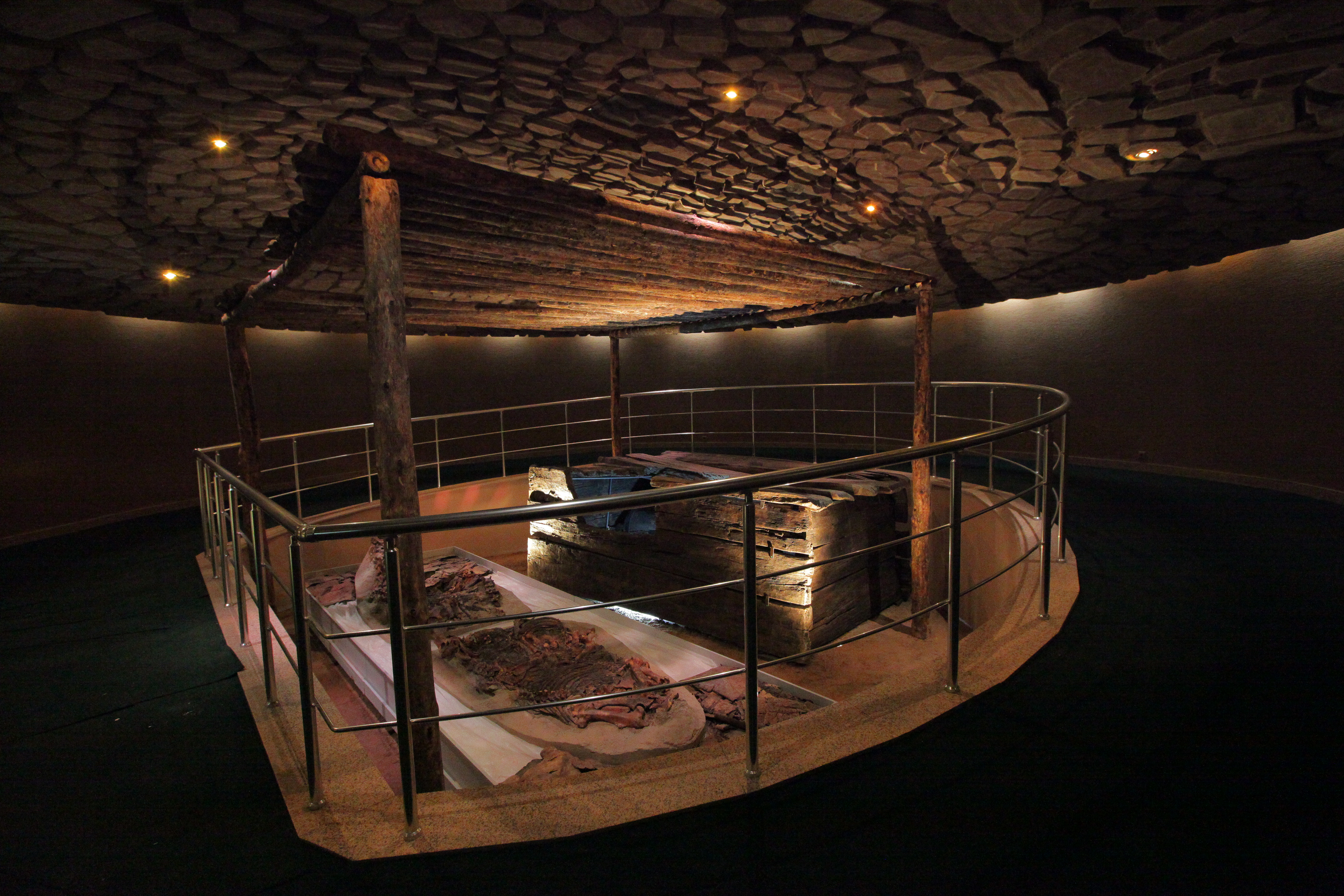
Экспозиционный зал "Курган сакского вождя". Просуществовал в Президентском центре культуры в Астане с 2011 по 2014 год. Был разобран в связи со строительством нового Национального музея. Часть экспонатов ныне выставлена там, часть хранится в фондах.

В 2011 году по замыслу и под руководством Крыма Алтынбекова осуществлен проект музея — экспозиционный зал «Курган сакского вождя» в Назарбаев Центре (бывш. Президентский Центр Культуры) (г. Астана). В музее находятся отреставрированные сруб, саркофаг, множество отдельных артефактов, а также ноу-хау Крыма Алтынбекова — захоронение лошадей с останками и сопутствующими артефактами, которое было изъято из кургана цельным блоком, перевезено и законсервировано и отреставрировано в лаборатории. Такой подход дал возможность увидеть все артефакты в комплексе в том состоянии, в котором они дошли до нас. Музей имитирует строение кургана изнутри и позволяет посетителю полностью погрузиться в атмосферу древности.
В 2011 году была начата комплексная консервация и реставрация древнетюркского мавзолея Майхан Уул, расположенного на территории современной Монголии. Международным реставрационным советом была выбрана казахстанская методика, разработанная Крымом Алтынбековым, которая и была использована на памятнике. В последующем планируется дальнейшая музеефикация и реконструкция объекта под открытым небом.
Как реставратор, К. Алтынбеков активно участвует в международных конференциях по консервации, реставрации, реконструкции древних памятников.
Автор метода «кумдорба́», использующегося для упаковки блоков с артефактами. «Кумдорба» (от каз. qum — песок, песчаный и каз. dorba — мешок) — пакетики разного размера с мелко просеянным грунтом/песком. Құмдорба используются для фиксации положения артефактов в блоках, а также для выравнивания общей поверхности изымаемого блока, что в совокупности ведет к наилучшей сохранности блока с артефактами при транспортировке в лабораторию. Уникальность подхода в его универсальности, доступности, легком изготовлении и эффективности. Впервые метод был применен в 2013 году при изъятии блока с захоронением Уржарской жрицы.
Множество отреставрированных экспонатов пополняют фонды музеев Казахстана и становятся частью международных выставок. Так, некоторые экспонаты, отреставрированные в лаборатории Крыма Алтынбекова в 2012 году, стали частью выставки «NOMADS AND NETWORKS: The Ancient Art and Culture of Kazakhstan» в Вашингтоне и в Нью-Йорке.

## Реконструкции

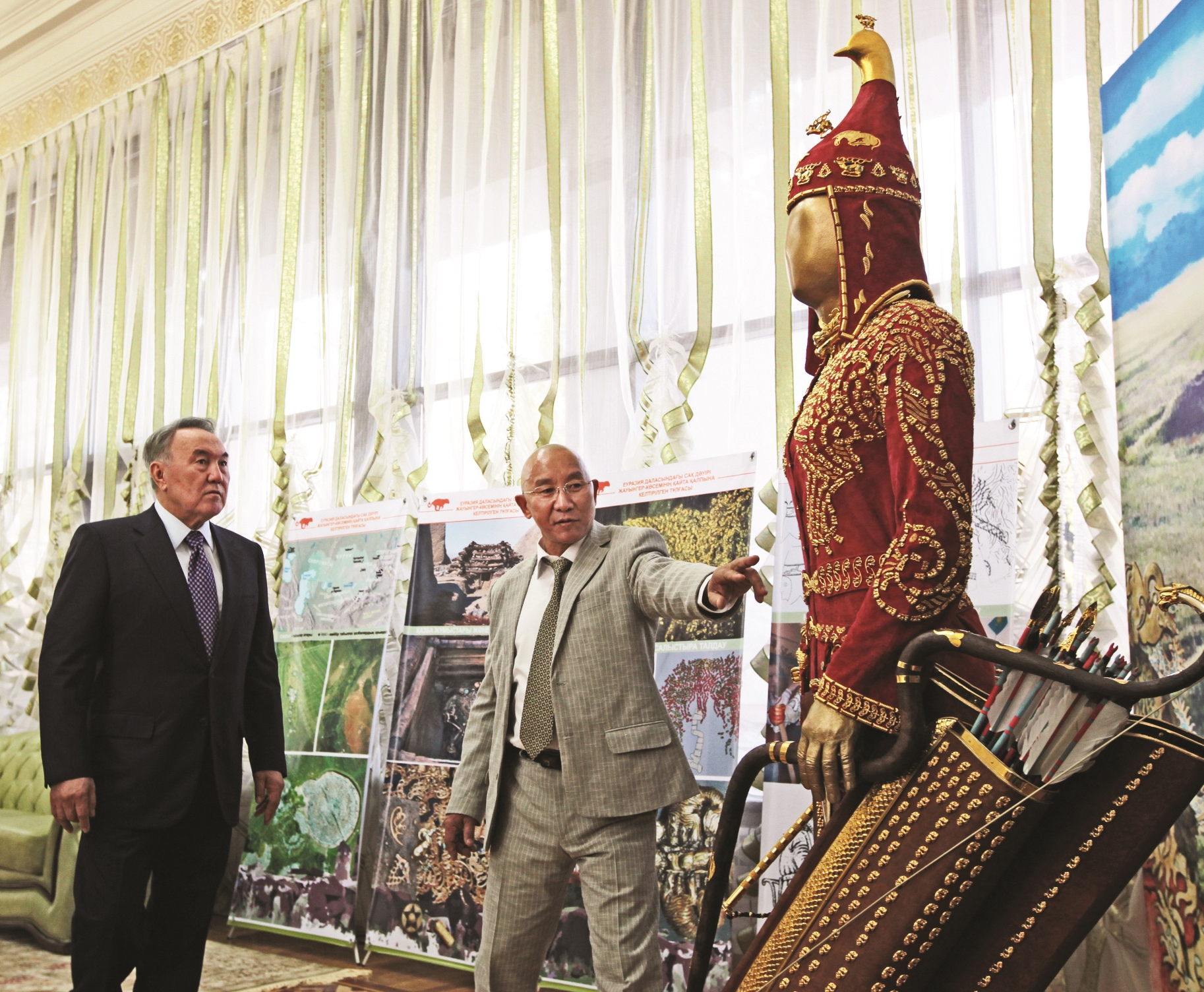
Презентация первому президенту Республики Казахстан Н. А. Назарбаеву реконструкции собирательного образа сакского вождя. Алматы, Дом дружбы, 2011 г. Автор реконструкции — Крым Алтынбеков

Крым Алтынбеков посвятил свою жизнь доказательству существования древней культуры и богатой истории своей земли, ранее мало изученной. Реконструкции в этом деле помогают людям увидеть, чем на самом деле являлись найденные археологами артефакты. Им разработано и создано множество комплексных научных реконструкций, включающих полное облачение и снаряжение. Некоторые из них:
1996 год — «Золотой человек», эта самая полная и наиболее достоверная реконструкция костюма воина из кургана Иссык была признана верной археологами Казахстана. Сейчас реконструкции «Золотого человека», созданные Крымом Алтынбековым находятся в крупнейших музеях Казахстана, а также в штаб-квартире ООН.
1997 год — древнетюркский штандарт с волчьей головой.
2001 год — Сарматский вождь, Аралтобе.
2005—2012 года — парадные убранства нескольких коней из Берельских курганов, а также снаряжение, такое как лук, стрелы, горит, щит, чекан, акинак и многие другие.
2009 год — штандарт Берельского вождя с изображением тигрогрифона.
2011 год — собирательный образ сакского воина-вождя, признанный археологами и историками Казахстана, России и Германии.
2011 год — костюм воина и конское снаряжение по материалам кургана Талды-2. 2018 год — Кимакский конь. 2018 год — Уржарская жрица по материалам раскопок кургана Тасарык в Уржарском районе.

## Авторские работы
Главной авторской работой мастера, стала разработка костюма по археологическим данным так называемого «Золотого человека» из кургана Иссык, найденного в 1969 г. недалеко от Алма-Аты. Именно эта версия стала признанной специалистами в области истории и археологии Казахстана. Сейчас созданные им реконструкции «Золотого человека» экспонируются в Государственном музее РК (Алматы), Музее Первого Президента, Назарбаев Центре (Астана), штаб-квартире ООН (Нью-Йорк).
Древние археологические находки вдохновляют Крыма на создание его собственных творческих работ. Обширные знания в области истории, мифологии и культуры древних кочевников позволяют ему создавать продуманные, символичные образы, основываясь на творениях древних мастеров.
Среди них: уникальные ритоны-тигрогрифоны, прототипы которых использовались скифами в ритуале братания, ритуальный светильник, зажигаемый по особым событиям, ритуальный казан, и множество ювелирных украшений, основанных на традициях скифо-сакского искусства и отражающие мифологию древних номадов. Авторские работы находятся в фондах различных музеев и в частных коллекциях разных стран мира.

## Выставки
Множество созданных Крымом Алтынбековым реконструкций древних облачений и атрибутов, а также его авторские работы стали основой для комплексных выставок, путешествующих по территории Казахстана, Азии, Европы и Америки. Выставки дают возможность зрителям прикоснуться к цивилизации древних кочевников более чем 2-хтысячелетней давности — скифов, саков, сарматов и др. народов через высокохудожественные реконструкции Крыма Алтынбекова, созданных на основе археологических находок, а также консервационно-реставрационных работ.
Его персональные выставки, а также работы в составе других выставок проходили в следующих городах:
- Чехия, Прага, дворец Жофин[13]
- Чехия, Карловы Вары (2005.10.26)
- Великобритания, Лондон, Asia House (2006.04.18)
- США, Калифорния, Сан-диего, Mingei International museum (2006.10.21-2007.04.22) Как часть выставки «OF GOLD AND GRASS. Nomads of Kazakhstan»
- США, Вашингтон, Smithsonian institute (2008.09.22)
- США, Вашингтон, Посольство РК в США
- США, Калифорния, Berkeley, Silk Road House[14]
- США, Калифорния, Berkeley, University of California (2009.12.15)
- Австрия, Вена, Palais Palffy (2010.08-09)[15]
- Бельгия, Гент, Гентский университет/ Universiteit Gent (2006.12.4-6) As a part of «International Conference on Scythian Archaeology and Archaeology of the Altai Mountains»
- Турция, Стамбул, Kongre Merkezi (2009.10.21-23)
- Россия, Москва, Московский Дом национальностей[16][17] (2006.11-12)
- Казахстан, Алматы, Центральный Выставочный Зал[18][19][20] (2006.08)
- Казахстан, Астана, Дворец независимости (2009.12.07 — 2011)
- Казахстан, Астана, Дворец независимости (2011.01-03) как часть выставки «Звездные кочевники», посвященной Зимним Азиатским Играм[21]
- Казахстан, Алматы, Дом дружбы (2011.03.22) Презентация реконструкции собирательного образа сакского воина-вождя президенту Казахстана Назарбаеву Н. А.[22]
- США, Нью-Йорк, National Arts Club (2011.06.01-2013.06.11) персональная выставка «TRAIL OF TREASURES: From ancient days to modern Kazakhstan»
- США, Нью-Йорк, ISAW (Institute for the Study of Ancient world) (2012.03-06) — большая часть экспонатов отреставрирована в лаборатории Крыма Алтынбекова/ выставка «NOMADS AND NETWORKS»[23]
- Казахстан, Астана, Музей Первого Президента (2012.06.20-30) Персональная выставка «ИСКУССТВО НОМАДОВ»[24][25]
- США, Вашингтон, Frier and Sacler gallery (Institute for the Study of Ancient world) (2012.03-06) — большая часть экспонатов отреставрирована в лаборатории Крыма Алтынбекова / выставка «NOMADS AND NETWORKS»
- Венгрия, Будапешт, VAM Design Center (2012.09.04-2012.12.31) Персональная выставка «Emberek Aranyban»[26][26][26][26][26][26][26][26][26] (перевод с венгерского — люди в золоте)[27][28]
- Венгрия, Дебрецен, Kolcsey Kozpont (2013.01.21-2013.03.10) Персональная выставка «Emberek Aranyban» (перевод с венгерского — люди в золоте)[29]
- Вьетнам, Хошимин (2013.02)
- Китай, Пекин (2013.03)
- Венгрия, Кестхей, замок Festetics[30] (2013.04.09-2013.05.26) Персональная выставка «Emberek Aranyban» (недоступная ссылка)(перевод с венгерского — люди в золоте)
- Украина, Киев (2013.05)
- Венгрия, Балатонсемеш, Bujdosó Magtár (2013.06.08-2013.08.31) Персональная выставка «Emberek Aranyban» (перевод с венгерского — люди в золоте)[31]
- Казахстан, Астана, Музей современного искусства (2013.11-12) Персональная выставка «Искусство саков и скифов в современности» в рамках выставки «Казахское ювелирное искусство завоевывает детские сердца»
- Казахстан, Астана, Национальный музей Республики Казахстан (1.07 — 10.09, 2017) Международная выставка оригинальных артефактов «Золото Скифов»./Казахский научно-исследовательский институт культуры
- Казахстан, Алматы, Музей города Алматы (2018.04.26-2018.05.20) Персональная выставка «Алтын ханшайым», посвященная истории находки, консервации, реставрации и реконструкции сарматской жрицы из Таксай I.
- Казахстан, Астана, Национальный музей Республики Казахстан (открытие 13.02.2019) Выставка по результатам работ «УРЖАРСКАЯ ЖРИЦА И ВОЗРОЖДЕННЫЕ СОКРОВИЩА: Итоги консервационных и реставрационных работ»

## Книги
1. Самашев З. С., Ахметкалиев Р. Б., Алтынбеков К. Консервация и реставрация деградированной древесины Берельского кургана 11. Алматы, 2004.
2. Алтынбеков К.  Возрожденная из пепла: реконструкция по материалам погребения жрицы из комплекса Таксай I. – Алматы-Уральск, 2013. −64 с.
3. Алтынбеков К.  Возрожденные сокровища Казахстана: реставрация как возрождение. – Алматы, Остров Крым, 2014. − 340 с
4. Алтынбеков К. Уржарская жрица: история возрождения уникальной находки. – Алматы, Остров Крым, 2018. – 94 с.

## Некоторые статьи
- Ахметкалиев Р. Б., Алтынбеков К. Состав для консервирования и укрепления археологических находок из деградированной древесины. Патент РК № 12176. — 2001.
- Ахметкалиев Р. Б., Алтынбеков К. Состав для консервирования и укрепления археологических находок из деградированной древесины. Предварительный патент РК № 16940. — 2004.
- Ахметкалиев Р. Б., Алтынбеков К. Состав для консервирования и укрепления археологических находок из деградированной древесины. Предварительный патент РК . № 17071 . — 2004.
- Алтынбеков К., Ахметкалиев Р. Консервация и реставрация артефактов из древесины из Берельского кургана 11 // Сохранение и использование объектов культурного и смешанного наследия современной Центральной Азии. Алматы, 2005. С. 181—184.
- Алтынбеков К., Ахметкалиев Р., Чарлина Л. Научно-реставрационная лаборатория «Остров Крым»: опыт сотрудничества с археологами //Мәдени мұра, 2009. № 1(22). С.90-96.
- Алтынбеков К. О сохранении археологических находок // II Международная научная конференция «Кадырбаевские чтения — 2010». Актобе, 2010. С.177-183.
- Алтынбеков К., Алтынбекова Д. Исследования и реконструкция костюма по материалам кургана Аржан 2 // Интеграция археологических и этнографических исследований. Сборник научных трудов. Часть 1. Казань, 2010. С.253-256.
- Алтынбеков К. Опыт сохранения и презентации памятников археологии // Казахстан и Евразия сквозь века: история, археология, культурное наследие. Алматы, 2010. С.401-406.
- Алтынбеков К., Ахметкалиев Р. Исследование, консервация и реставрация археологических находок из берельских курганов.// Поиск 2010, № 3. С. 44-49.
- Алтынбеков К. Музеефикация археологического раскопа // Маргулановские чтения — 2011. Астана, 2011. С.388-390.
- Алтынбеков К., Чарлина Л. Ф. Реставрация памятников наскального искусства с антропогенными повреждениями// Наскальное искусство в современном обществе. Материалы международной конференции. Кемерово, 2011. С.169-172[32]
- Алтынбеков К. Опыт реконструкции костюма воина сакской эпохи (по материалам памятников степей Евразии) // История оружия. Альманах №10. − Запорожье, 2014. − С. 181-192.
- Алтынбеков К. Современный опыт копирования и изготовления реплик изваяний // Древние и средневековые изваяния Центральной Азии / Отв. ред. А. Тишкин. − Барнаул,  2014. − С. 3-6.
- Алтынбеков К. Реконструкция погребения жрицы из курганного комплекса Таксай-I // Труды IV (XX) Всероссийского археологического съезда в Казани. Том II /  Отв. ред. А.Г. Ситдиков. − Казань, 2014. − С. 59-63.
- Алтынбеков К., Новоженов В.А. Повозки ранних кочевников в центре Евразии // Таинство этнической истории древнейших номадов степной Евразии / Отв. ред. А.В. Епимахов. − Алматы , 2014. − С. 308-341.
- Алтынбеков.К, Алтынбекова Д.К.  Погребение знатной женщины из комплекса Таксай 1: реконструкция и этнокультурные контакты // Материалы VI  Всероссийской научной конференции  «Этнические Взаимодействия на Южном Урале». − Челябинск, 2015.  − С. 193-201.
- Алтынбекова Д. Консервация и реставрация археологического текстиля из потревоженных алтайских курганов раннего железного века // Поволжская археология. −  2015. −  № 3(13). − С. 31-53.
- Алтынбеков К. Проблемы консервации подземного мавзолея Майхан-Уул в Центральной Монголии // VI Международная научная конференция «Древние культуры Северного Китая, Монголии и Байкальской Сибири». − Китай, г. Хух-Хото, 2015. − С. 1225-1233.
- Алтынбеков К., Александров В.А. Реставрация как метод исследования археологических артефактов// Казахское ханство в потоке истории: сб. научн. статей, посвящ. 550-летию образования Казахского ханства. − Алматы: Институт археологии им. А.Х. Маргулана, 2015. − С. 637-648.
- Алтынбеков К. Извлечение археологических находок блоками: развитие метода, практические рекомендации  //Актуальные проблемы археологии Евразии. − Алматы: Институт археологии им. А.Х. Маргулана, 2016. − С. 576-588.
- Омаров Ғ.Қ., Алтынбеков Қ.К., Сапатаев С.А. Шығыс Қазақстаннан табылған қимақ ат әбзелі // Алтай – түркі әлемінің алтын бесігі / бас ред.  Д. Ахметов. – Өскемен, 2016. − С.188-194.
- Алтынбеков К., Досаева Д. Консервация и реставрация предметов вооружения ранних тюрок Казахского Алтая// Алтай в кругу евразийских древностей/ Отв. ред.А.П. Деревянко, В.И. Молодин. – Новосибирск: ИАЭТ СО РАН, 2016. −  С. 409-428.
- Алтынбеков К., Досаева Д. Опыт реконструкции «археологического» костюма // Поволжская археология. −  2017. −  № 1(19). − С. 157-171.
- Алтынбеков К., Досаева Д. Консервация и реставрация археологических находок   как основа реконструкции конского снаряжения (по материалам могильника Туйетас в Восточном Казахстане) // V (XXI) Всероссийский археологический съезд [Электронный ресурс] : сб. науч. тр. / АлтГУ ; отв. ред.: А. П. Деревянко, А. А. Тишкин. - Барнаул: АлтГУ, 2017. - 1 эл. опт. диск (DVD-ROM). - ISBN 978-5-7904-2196-9. - № гос. регистрации 0321703484. не опубликована в сборнике научных трудов  съезда
- Алтынбеков К., Ахметкалиев Р.Б. Опыт консервации археологической бересты// Проблемы реставрации памятников истории и искусства6 материалы IV научно-практической конференции, посвященной 20-летию Эрмитажной школы реставрации. –  Екатеринбург: Издательский дом Баско, 2018. – С. 144-147.
- Алтынбеков К., Алтынбекова Э.К. История экспозиционного зала «Курган сакского вождя»// Значение природного и культурного наследия в современном обществе. Материалы Всероссийской научно-практической конференции с международным участием, посвященной 100-летию со дня основания Бюджетного учреждения Республики Алтай «Национальный музей Республики Алтай имени А.В. Анохина» / Отв. ред. Р.М. Еркинова. – Горно-Алтайск, 2018. – С. 252-258.
- Алтынбеков К., Алтынбекова Э.К. Женские головные уборы на территории Казахстана (из опыта реставрации, реконструкции и актуализации) // Материалы Всероссийской с международным участием научной конференции «МУЖСКОЙ И ЖЕНСКИЙ МИР В ОТРАЖЕНИИ АРХЕОЛОГИИ». – Россия, Уфа, 2018. 107-114
- Алтынбеков К., Алтынбекова Э.К. Реконструкция женского головного убора IV-III вв. до н.э. по материалам кургана Тасарык в восточном Казахстане // Материалы III Международной научно-практической конференции. «Поволжская археология» - Россия, Казань, 2019. № 1. С. 6-11.
- К. Алтынбеков, В. Железнякова, Алтынбекова Э.К. Новый образец древнего искусства из казахского Алтая // Поволжская археология, № 3 (29). – Казань: 2019. С. 100-114. https://doi.org/10.24852/pa2019.3.29.100.114 (SCOPUS)
- Джумабекова Г. С., Нигматова С. А., Алтынбекова Э. К., Алтынбеков К., Базарбаева Г. А. Женщина и ритуал в культуре ранних кочевников: по материалам кургана Тасарык в Казахстане // Stratum Plus. Археология и культурная антропология. №3. – СПб, Кишинев, Одесса, Бухарест, 2022. С. 359-380. https://doi.org/10.55086/sp223359380  (SCOPUS)
- Алтынбеков К., Чарлина Л.Ф. Алтынбекова Э.К. Сохранение резьбы по глине из цитадели городища Кулан // Археология Казахстана №1 (15), Алматы: Институт археологии им. А.Х. Маргулана, 2022. С. 126-145. https://doi.org/10.52967/akz2022.1.15.126.145  (SCOPUS)

## Некоторые факты
Крым Алтынбеков стал главным героем одной из глав книги британского писателя Кристофера Роббинса (англ. Christopher Robbins) о Казахстане — «In Search of Kazakhstan: The Land That Disappeared», В русском переводе — «Казахстан — это родина яблок»
В 2011 году Крым Алтынбеков принял участие в экспедиции Рустема Абдрашова — «В поисках Тенгри», преодолев за рулем более 5 тысяч километров на пути к Улан-Батору.
В 2014 году, 14 марта, Крым Алтынбеков стал кавалером Ордена заслуг Венгерского Рыцарского Креста за выдающиеся заслуги в возрождении и продвижении скифо-сакского наследия.
Награды: Рыцарский крест ордена Заслуг (Венгрия), Орден «Құрмет», «Мәдениет қайраткері», медаль «Абай»